# Kurume Best Amenity International Women's Tennis
Il Kurume Best Amenity International Women's Tennis  è un torneo di tennis che si gioca a Kurume in Giappone. Fa parte dell'ITF Women's Circuit dal 2005 e si gioca su campi in sintetico.

## Albo d'oro

### Singolare
| Anno       | Campionessa       | Finalista         | Punteggio     |
| ---------- | ----------------- | ----------------- | ------------- |
| 2005 (25k) | Hsieh Su-wei      | Erika Takao       | 6–2, 6-3      |
| 2006 (25k) | Chan Yung-jan     | Chuang Chia-jung  | 5–7, 6-4, 6-2 |
| 2007 (25k) | Ayumi Morita      | Erika Takao       | 6–1, 3–1 ret. |
| 2008 (50k) | Chang Kai-chen    | Aleksandra Panova | 7–5, 6-3      |
| 2009 (50k) | Ksenija Lykina    | Elena Čalova      | 7–5, 6-3      |
| 2010 (50k) | Kristýna Plíšková | Karolína Plíšková | 5–7, 6–2, 6–0 |
| 2011       | Rika Fujiwara     | Monique Adamczak  | 6-3, 6-1      |
| 2012       | Zheng Saisai      | Monique Adamczak  | 7–5, 6–2      |
| 2013       | Ons Jabeur        | An-Sophie Mestach | 6–0, 6–2      |
| 2014       | Wang Qiang        | Eri Hozumi        | 6–3, 6–1      |

### Doppio
| Anno       | Campionesse                       | Finaliste                           | Punteggio        |
| ---------- | --------------------------------- | ----------------------------------- | ---------------- |
| 2010 (50k) | Sun Shengnan Xu Yifan             | Karolína Plíšková Kristýna Plíšková | 6–0, 6–3         |
| 2011       | Ayumi Oka Akiko Yonemura          | Rika Fujiwara Tamarine Tanasugarn   | 6-3, 5-7, [10-8] |
| 2012       | Han Xinyun Sun Shengnan           | Ksenija Lykina Melanie South        | 6–1, 6–0         |
| 2013       | Kanae Hisami Mari Tanaka          | Rika Fujiwara Akiko Ōmae            | 6–4, 7–6(7–2)    |
| 2014       | Jarmila Gajdošová Arina Rodionova | Junri Namigata Akiko Yonemura       | 6–4, 6–2         |